# Pāppārappatti
Pāppārappatti är en ort i Indien.   Den ligger i distriktet Dharmapuri och delstaten Tamil Nadu, i den södra delen av landet, 1 800 km söder om huvudstaden New Delhi. Pāppārappatti ligger 496 meter över havet och antalet invånare är 11 617.
Terrängen runt Pāppārappatti är platt åt sydost, men åt nordväst är den kuperad. Runt Pāppārappatti är det tätbefolkat, med 459 invånare per kvadratkilometer. Närmaste större samhälle är Dharmapuri, 14,9 km sydost om Pāppārappatti. Omgivningarna runt Pāppārappatti är en mosaik av jordbruksmark och naturlig växtlighet.